# Kasteel Elsloo
Kasteel Elsloo, ook aangeduid als Historische Buitenplaats Elsloo, is een kasteel gelegen aan de zuidzijde van het Limburgse dorp Elsloo, aan de voet van de Maasberg direct aan de Hemelbeek en het Julianakanaal, vlak bij de Maas. Het maakt deel uit van het rond de Maasberg gelegen historisch dorpsgezicht van Elsloo.

## Geschiedenis

### Ontstaan

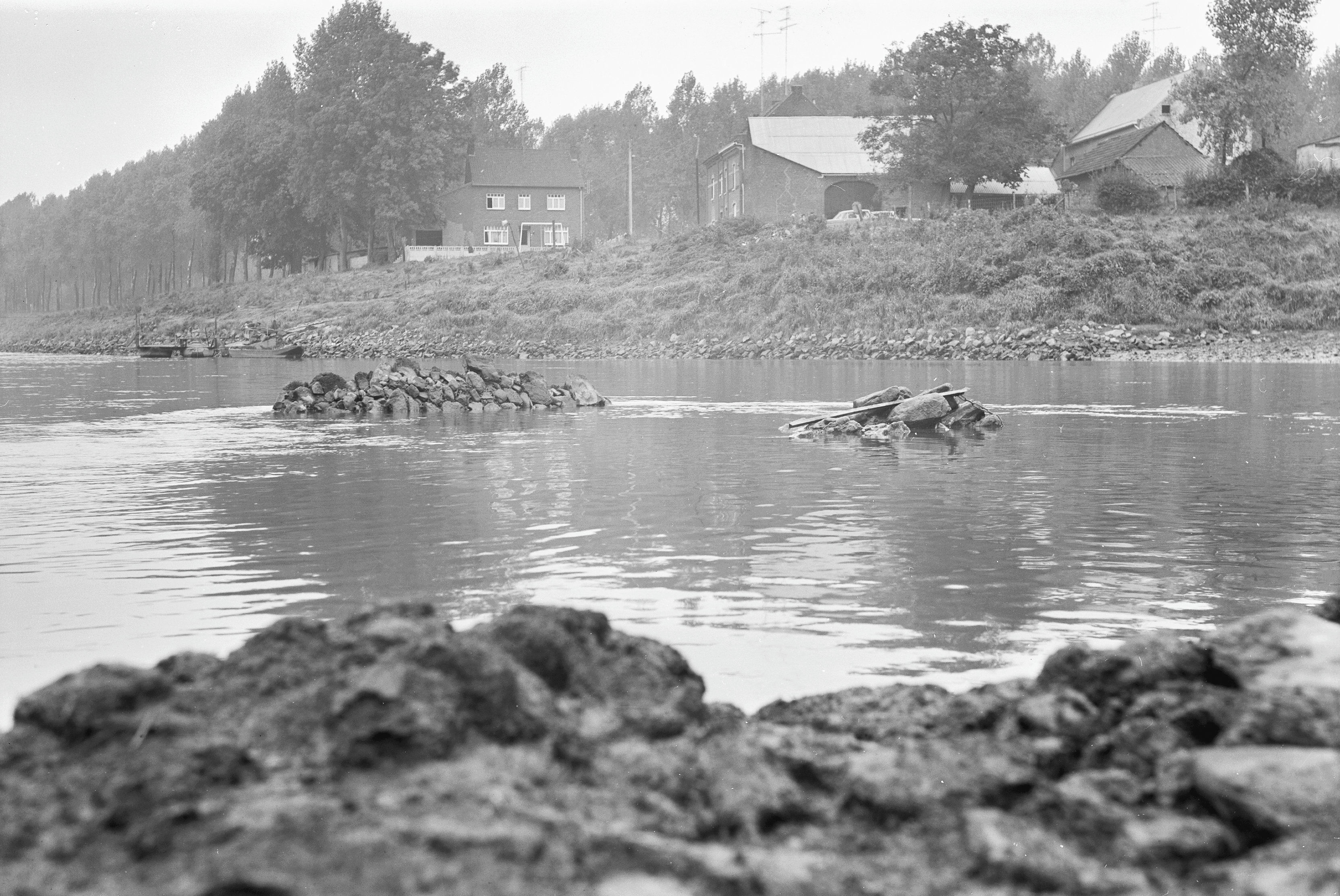
Bij laag water drooggevallen restanten van de middeleeuwse burcht van Elsloo (1969)

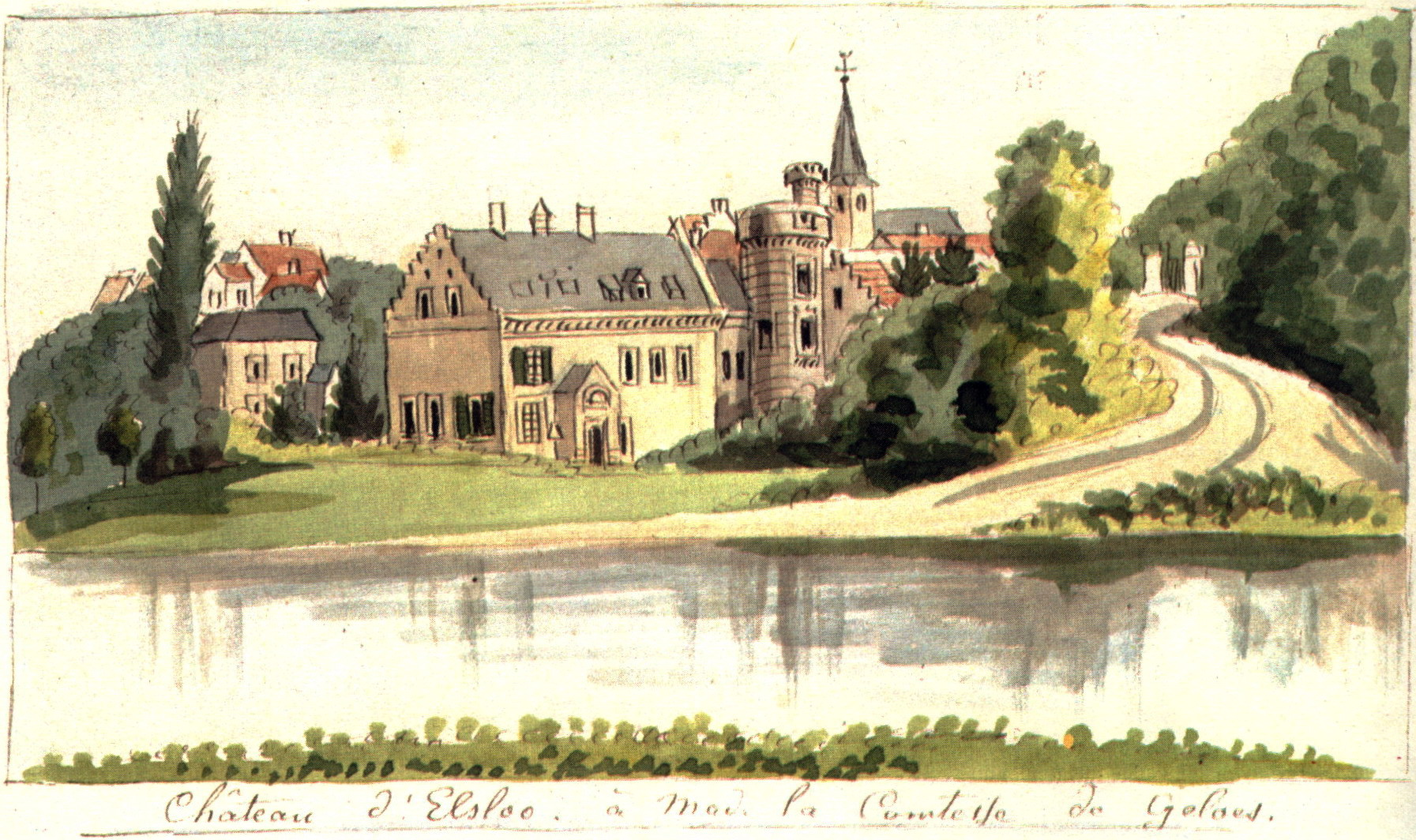
Het kasteel in de 19e eeuw, getekend door Philippe van Gulpen

De oorspronkelijke burcht van Elsloo is ergens in de vroege middeleeuwen gebouwd door een vooralsnog onbekende machthebber en lag meer westwaarts ten opzichte van het huidige kasteel, direct aan een bocht in de Maas. Het was een dwangburcht, hetgeen er op neer kwam dat de passerende scheepvaart middels militaire afdreiging werd afgeperst om tolgelden te betalen. Aangezien historici vermoeden dat de oorspronkelijke stichting van deze burcht door een samenspel van zowel Frankische- als Scandinavische machthebbers plaatsvond, is een reconstructie vanaf het prille begin zeer moeilijk. Berichten over een Karolingische palts in Elsloo, welke als verblijf voor Lotharius II en Karel de Kale zouden hebben gediend, zijn vooralsnog ongegrond. De burcht van Elsloo wordt in 1111 voor het eerst in een oorkonde genoemd als verblijfplaats van de heren van Elsloo. De Maasburcht moet op de verhoging van de Scharberg hebben gelegen en moet vlak voor de ondergang in het begin van de 17e eeuw een zeer uitgebreid, militair complex zijn geweest met minstens één korte steiger in de rivier de Maas, met op het uiteinde een bouwwerk voor afdreiging van de scheepvaart middels enkele soldaten. De burcht moet een vierkante bouw hebben gehad met minstens twee vierkante torens aan de Maaszijde.
De burcht is in het begin van de 17e eeuw in verval geraakt doordat de oostelijke oever door het sterk stromende Maaswater afkalfde. De ligging op de Scharberg, een westelijke uitloper van het Graetheideplateau, bleek uiteindelijk een zwakke, strategische positie. Het Graetheideplateau kent in deze meest westelijke uitloper een zeer sterke kweldruk, dankzij de sterke aanwezigheid van de Formatie van Boom in de onderlaag. Daardoor konden zandige bodemformaties gaan drijven vanwege neerslagoverschotten. Fundamenten van het middeleeuwse kasteel zijn nog zichtbaar bij een lage waterstand van de Maas.
Volgens de overlevering maakte dit kasteel deel uit van een vroegmiddeleeuws militair complex, dat meerdere malen door de Noormannen werd geplunderd. De oorsprong van deze overlevering is de vermelding van een vikingenkamp bij een plaats met de naam Hasloa, Ascloha of Escolum, vanwaaruit in 881 en 882 plundertochten werden ondernomen (zie Plundering van Maastricht, 881). De aanduiding (toponiem) Ascloha is door sommigen in verband gebracht met het toponiem Elsloo, echter wordt tegenwoordig door historici eveneens gelokaliseerd in Asselt bij Roermond. Gedurende de verbredingswerkzaamheden van de Maas door het Consortium Grensmaas Maasoever zijn tientallen metalen artefacten uit de vroege middeleeuwen gevonden, waaronder wapentuig uit Scandinavië. Nabij Elsloo is een typische, driehoekige, vroeg-middeleeuwse bijl in de Maas gevonden die uit Scandinavië afkomstig is. 

### De heren van Elsloo
De eerste heren van Elsloo die in de bronnen genoemd worden zijn Herman van Elsloo en zijn zoon Arnold (of Arnulf). Van Herman van Elsloo is bekend dat deze in 1218-1220 deelnam aan de Vijfde Kruistocht. Tevens gaat over hem het verhaal dat hij na een ruzie met zijn broer de burcht Elsloo verliet en op een steenworp afstand van Elsloo de burcht van Stein betrok. Zijn zoon Arnold zou zich de eerste heer van Stein genoemd hebben.
Het geslacht van Elsloo stierf rond 1285 uit. De oudste dochter van de toenmalige heer van Elsloo was getrouwd met Gozewijn van Born, die daarmee de nieuwe heer van Elsloo werd. Nadat ook zijn geslacht uitstierf gingen de bezittingen over naar het geslacht Van Schoonvorst, daarna naar het geslacht De Gavre/Van Gavere(n). Tijdens het bewind van laatstgenoemde familie viel het kasteel (tezamen met de nabijgelegen kerk) geleidelijk ten prooi aan de Maas (zoals ook later, in de 17e eeuw, weer zou gebeuren). Het was nog wel bewoonbaar, maar nauwelijks verdedigbaar. Een van de heren Van Gaveren bouwde daarom eind 15e eeuw een nieuw kasteel, gebruikmakend van de restanten van de vervallen burcht. Omstreeks dezelfde tijd werd ook een nieuwe kerk gebouwd, boven aan de Maasberg.
Het nieuwe kasteel werd in 1505, tijdens de Gelderse Oorlogen (1502-1543), door Gelderse ruiters in brand gestoken. In deze periode was Conrad van Gaveren († 1570) heer van Elsloo. Hij was tevens heer van Diepenbeek en buitenburger van Maastricht, waar de familie een zogenaamd poorthuis bezat, de 'Poort van Gaveren'. In oktober 1568 vluchtte hij naar Maastricht toen de hertog van Alva Elsloo naderde (zie Oranjes eerste invasie). Zijn grafsteen bevond zich eerst in de kerk van Elsloo, thans in de kerkhofkapel.
In 1641 was het middeleeuwse kasteel geheel verdwenen. Een gedeelte van de economiegebouwen werden verbouwd tot adellijk buitenverblijf. Dit kwam in 1641 in bezit van de graven Van Arberg (d'Arberg) die er tot 1818 af en toe verbleven. Door openbare verkoop werd het eigendom van de graven De Geloes. Door het huwelijk van Isaure de Geloes met de markies Charles de Grimaldi, uit het Huis Grimaldi (Monaco), verbond deze adellijke familie haar naam aan het kasteel.
Na een verwoestende brand in 1885 verliet de familie De Geloes het kasteel Elsloo. De restanten en het bijbehorende landgoed kwamen na openbare verkoop in 1887 in het bezit van Hendrikus Jurgens (1840-1888), lid van de fabrikantenfamilie Jurgens in Oss. Na een grote restauratie benutten hij en de gezinnen van zijn kinderen het landgoed als zomerverblijf. In 1957 liet de toenmalige eigenaresse, Dorine Verschure, het landgoed, bestaande uit het kasteel, het park en 168 hectare grond, plus een kapitaal van 118.250 gulden na aan de gemeente Elsloo.

## Historische Buitenplaats Elsloo
De huidige eigenaar is stichting Het Limburgs Landschap. Het kasteel wordt geëxploiteerd als hotel-restaurant. In 2019 werd bekend dat er 1 miljoen euro zou worden geïnvesteerd in het kader van het plan 'Historische Buitenplaats Elsloo'. Het geld werd bij elkaar gebracht door meerdere partijen. De regie bij de uitvoering was in handen van stichting Het Limburgs Landschap.

## Beschrijving
Het kasteel ligt halverwege de Maasberg ten zuiden van het dorp Elsloo. Het bestaat uit een rechthoekig hoofdgebouw, waarin aan de achterzijde een watermolen is opgenomen, de Slakmolen. Het langgerekte gebouw is in feite het overblijfsel van een in de 17e eeuw verbouwde brouwerij en andere economiegebouwen. Een deel ervan was in gebruik als stalling voor koetsen en auto's. Van de oorspronkelijke gebouwen resteert na enkele branden weinig. Een enkele bovendorpel toont nog het jaartal 1601. In het interieur zijn nog ton- of kloostergewelven aanwezig. Ter linkerzijde van het hoofdgebouw bevindt zich een kleiner en hoger rechthoekig volume, de voormalige beheerderswoning. Ter rechterzijde van het hoofdvolume bevindt zich een ronde, inpandige toren. De toren dateert uit 1838 en bevat speklagen van afwisselend baksteen en Limburgse mergel. Het interieur is deels neogotisch met fraaie lambriseringen en geschilderde wapenschilden. Het gebouwencomplex is een rijksmonument.
Direct naast het kasteel bevindt zich een deels 19e-eeuwse tuinaanleg met onder andere een tweetal 18e-eeuwse tuinvazen, enkele hardstenen drenkbakken en een sierlijk hek, eveneens uit de 18e eeuw. Door het kasteelpark stroomt de Hemelbeek. Een hellingbos maakt deel uit van de historische parkaanleg. De tuin en diverse onderdelen daarvan staan eveneens op de monumentenlijst. Aan de Maasberg ligt de kasteelhoeve.

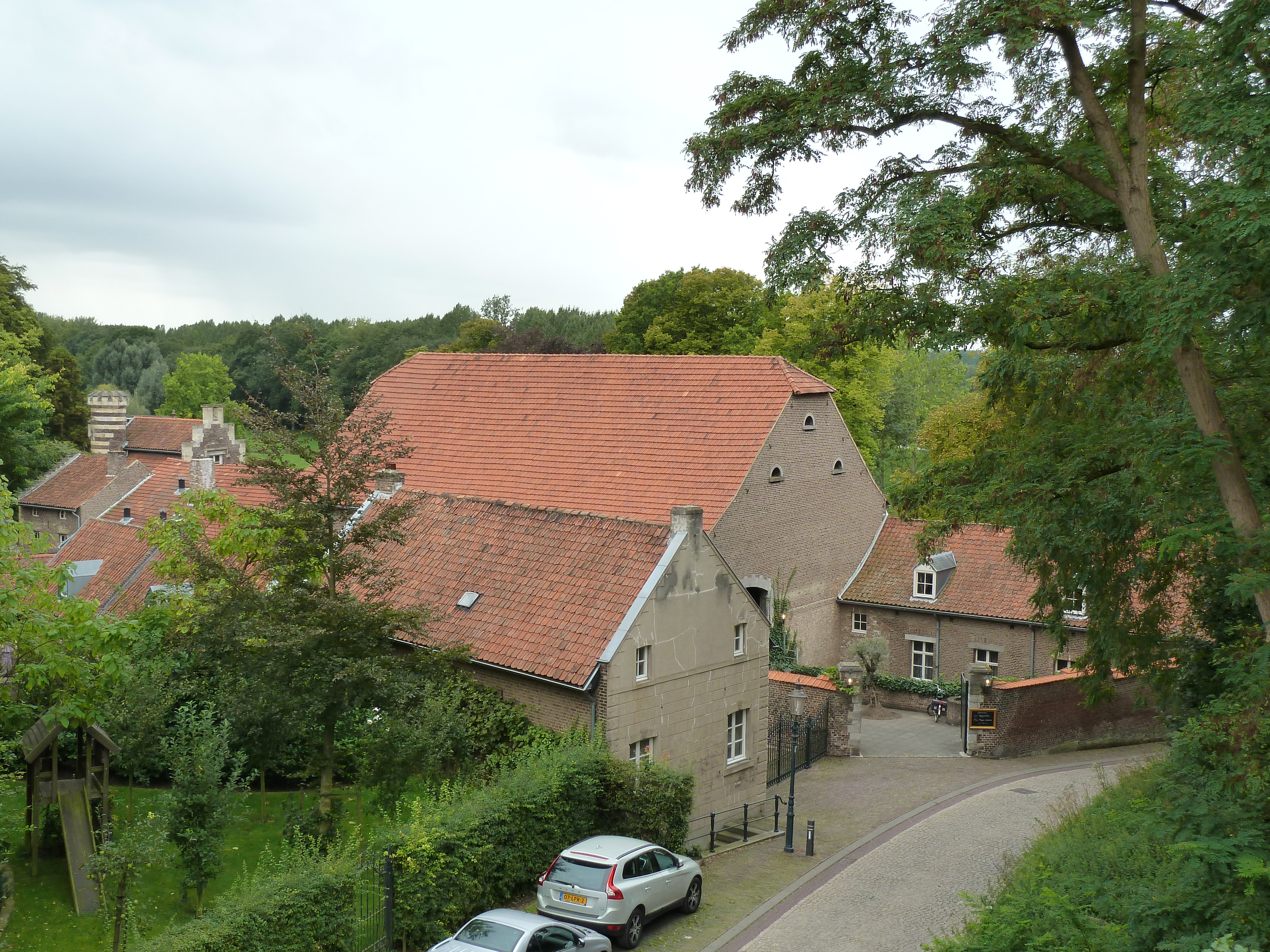
Kasteel en bijgebouwen
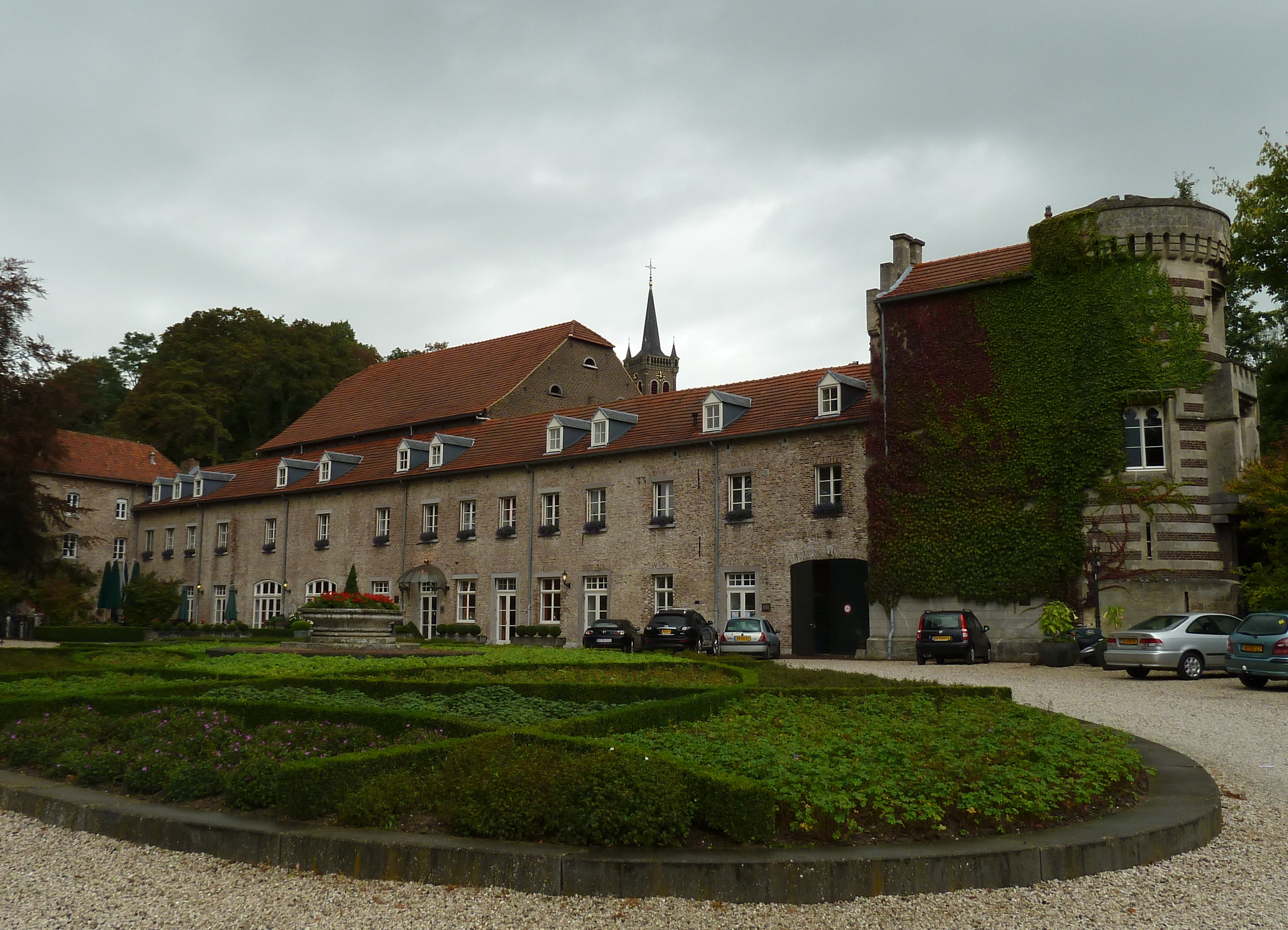
Kasteel Elsloo, hoofdgebouw
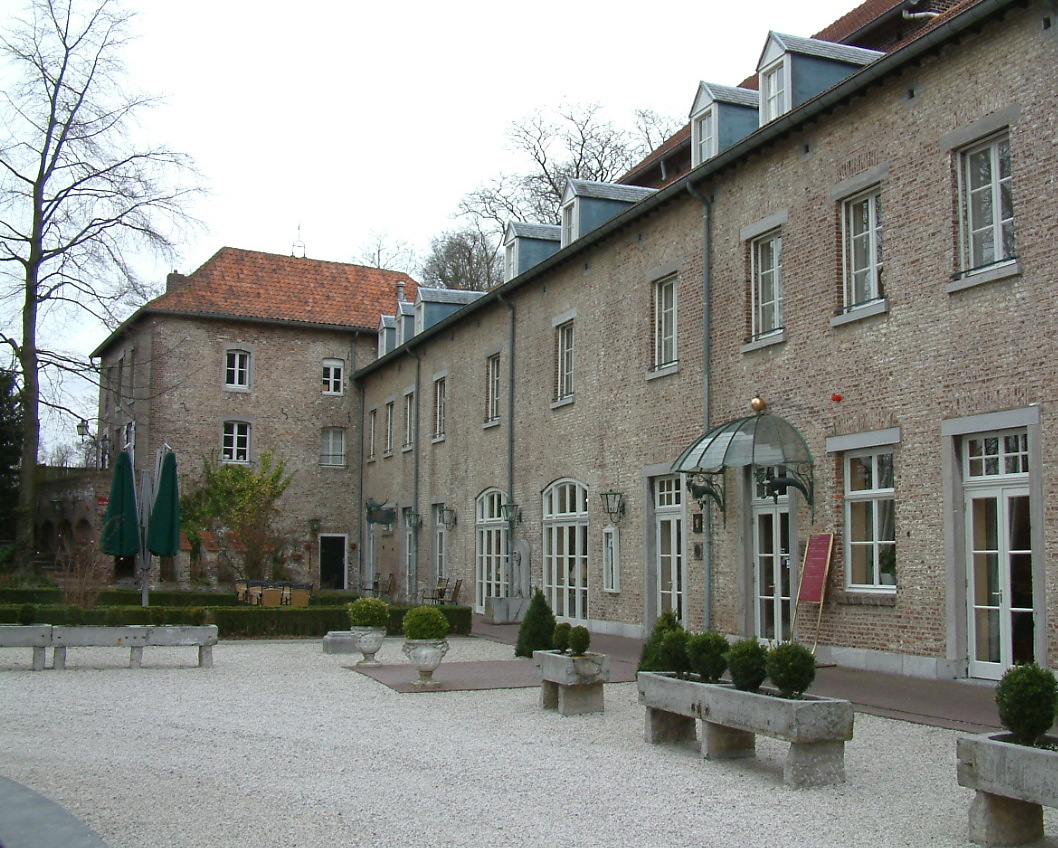
Detail hoofdgebouw
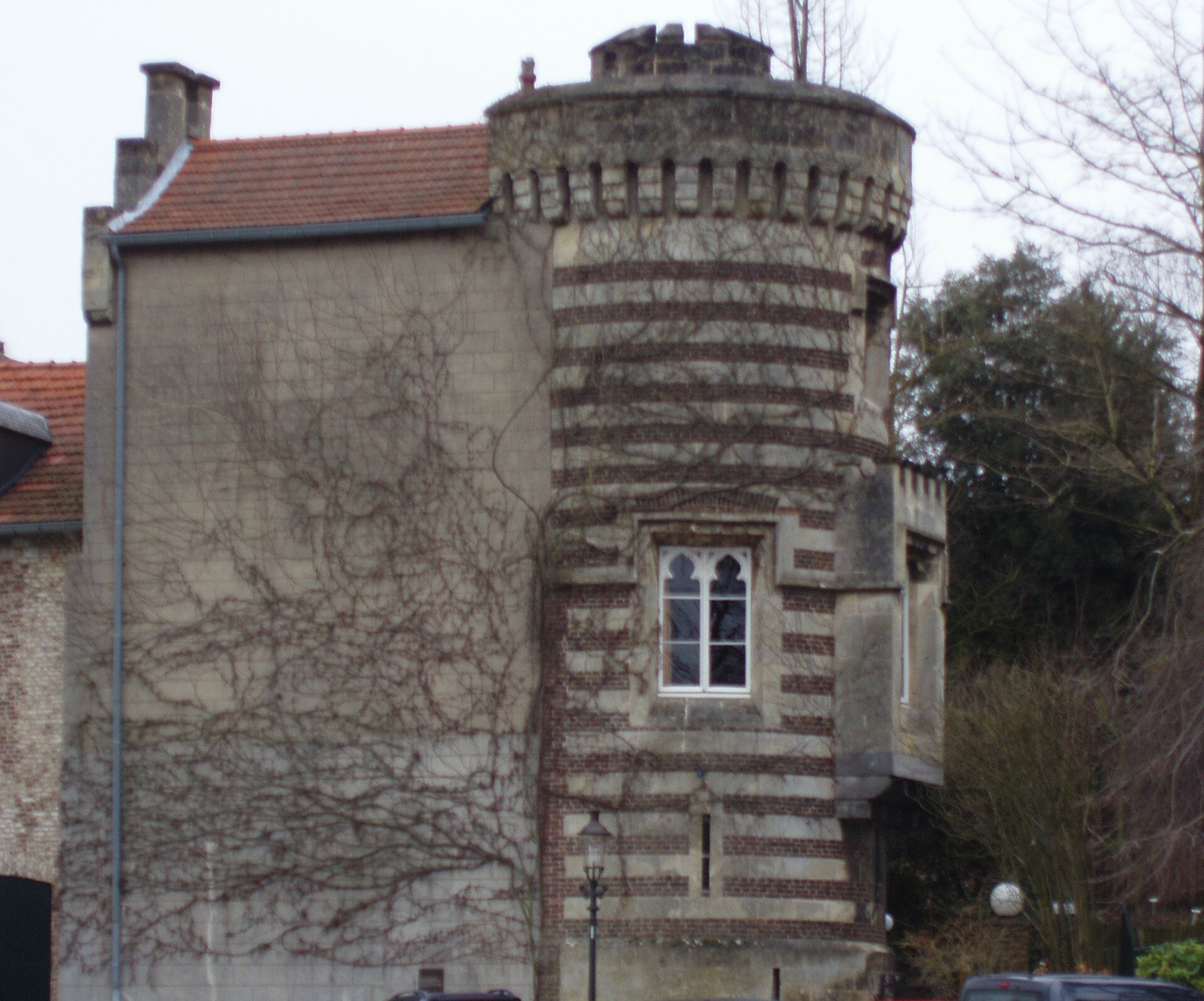
19e-eeuwse toren
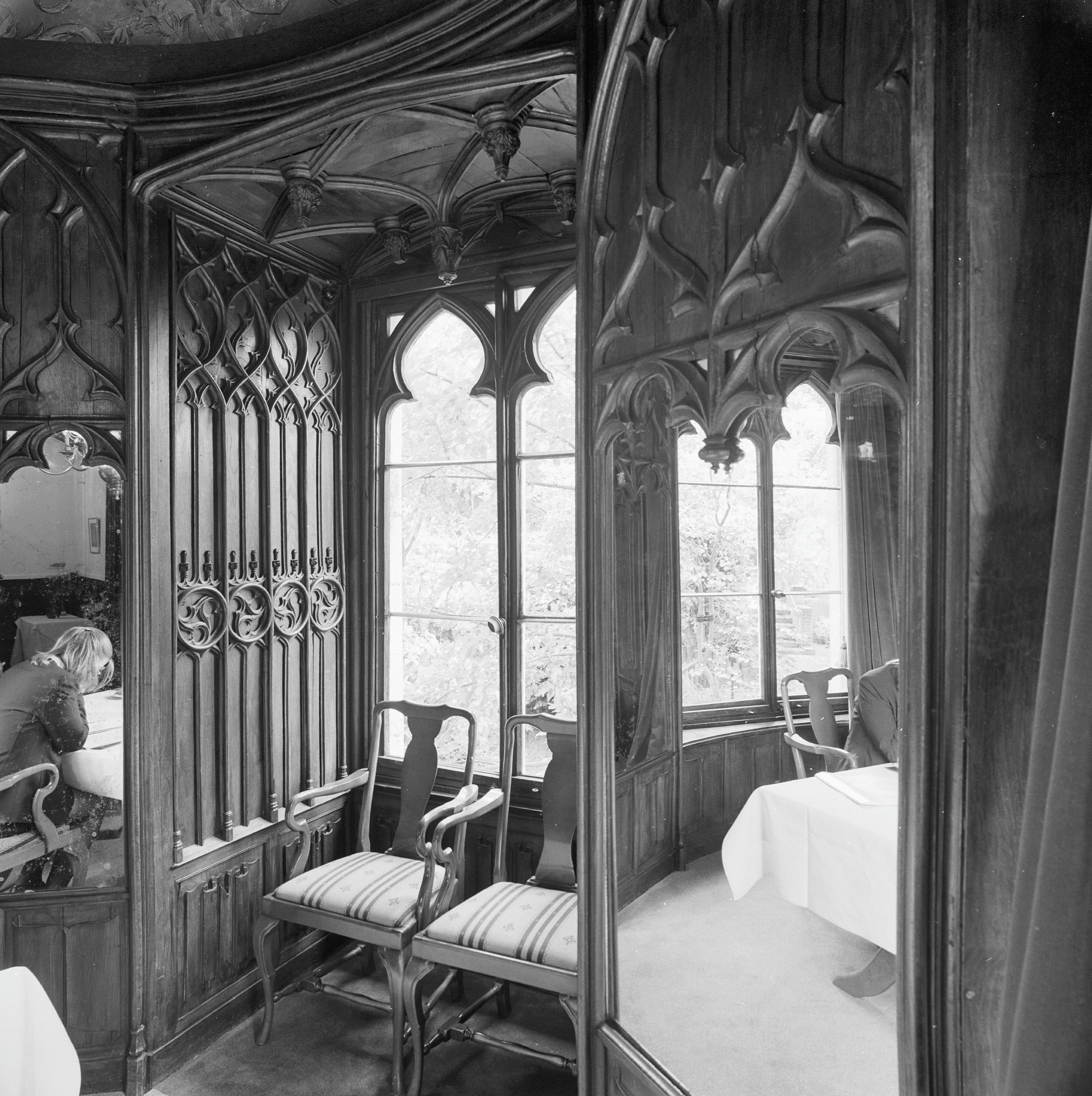
Neogotische bovenzaal ronde toren
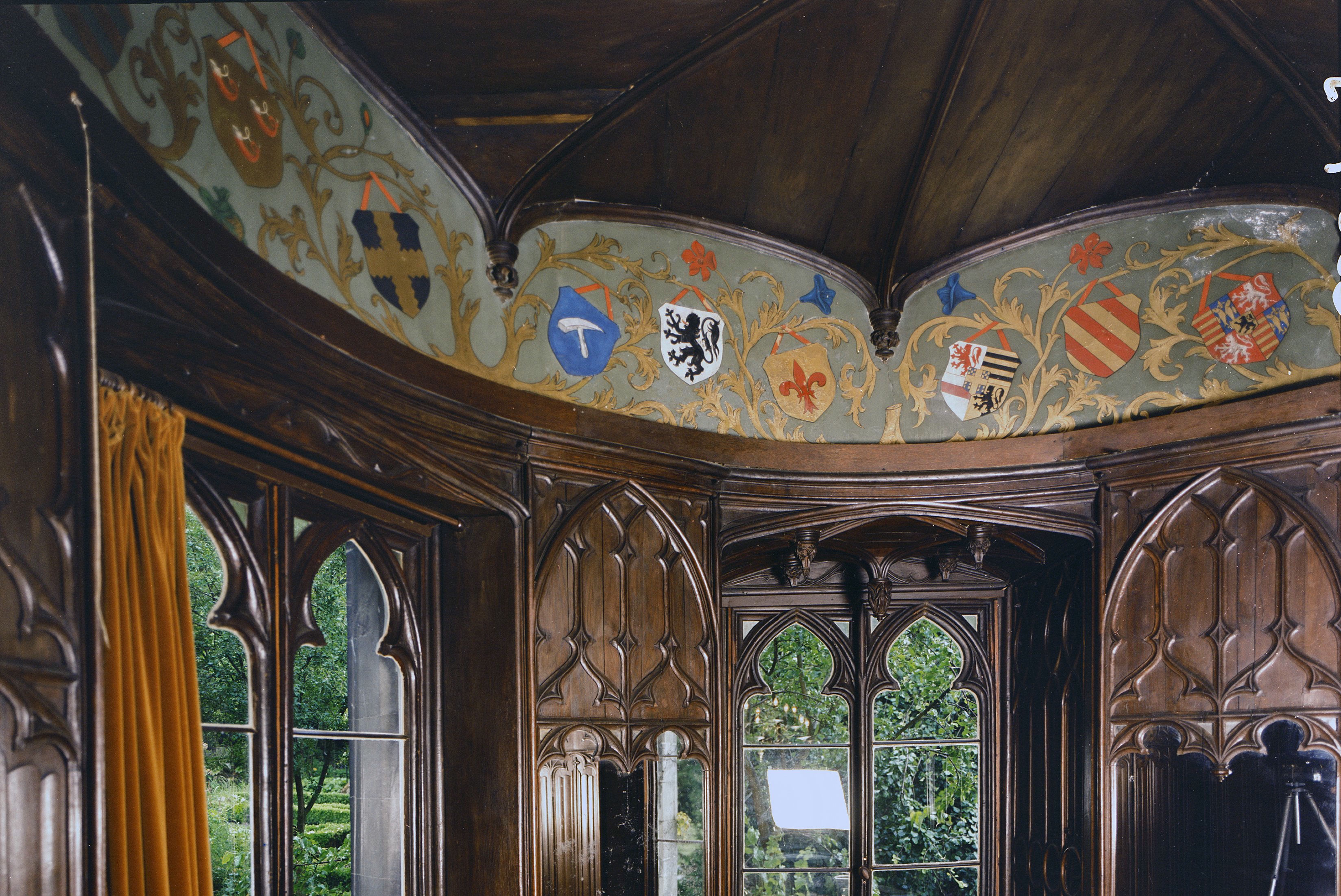
Idem, met lambrisering en wapenschilden
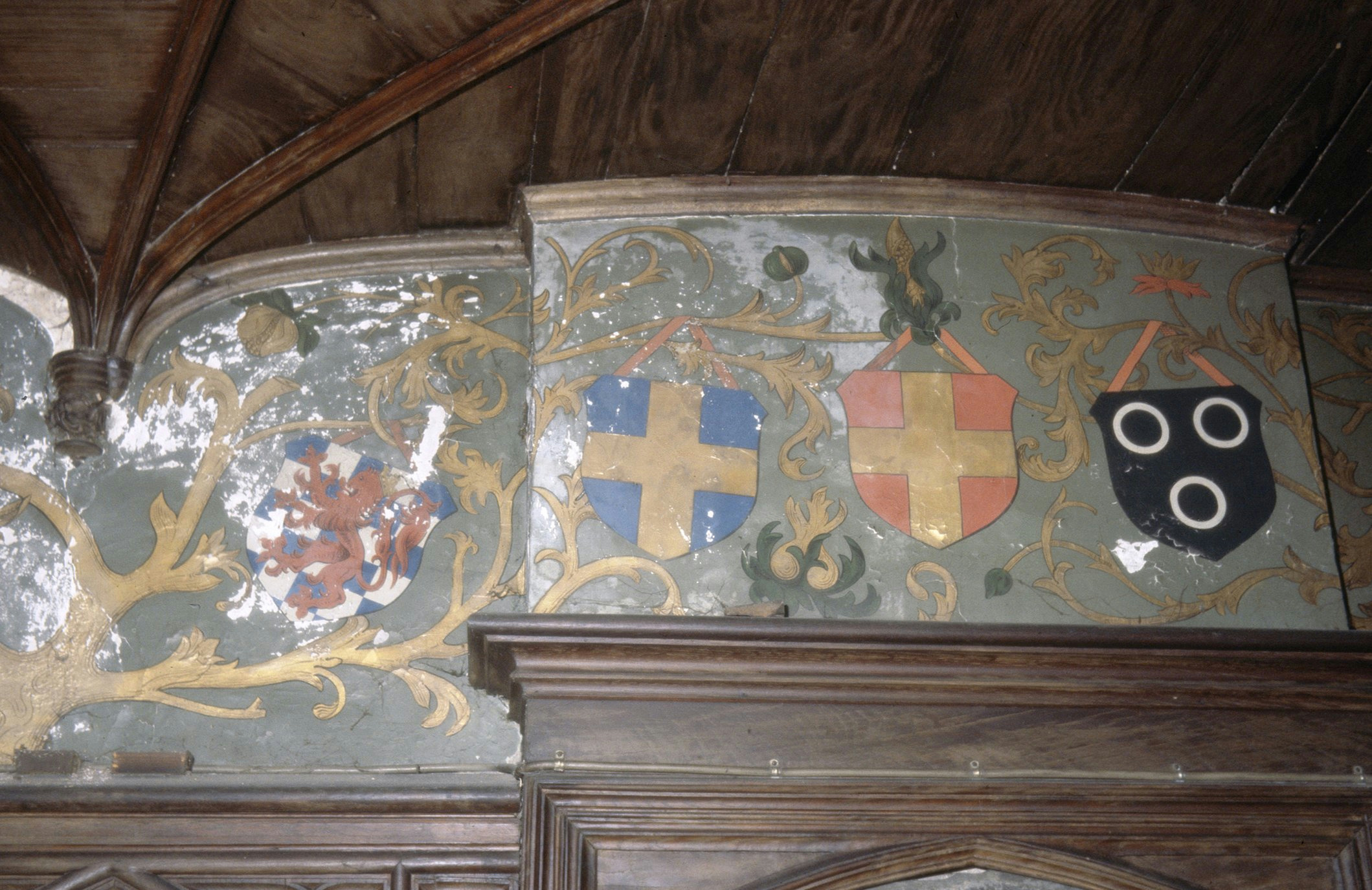
Detail geschilderde wapenschilden
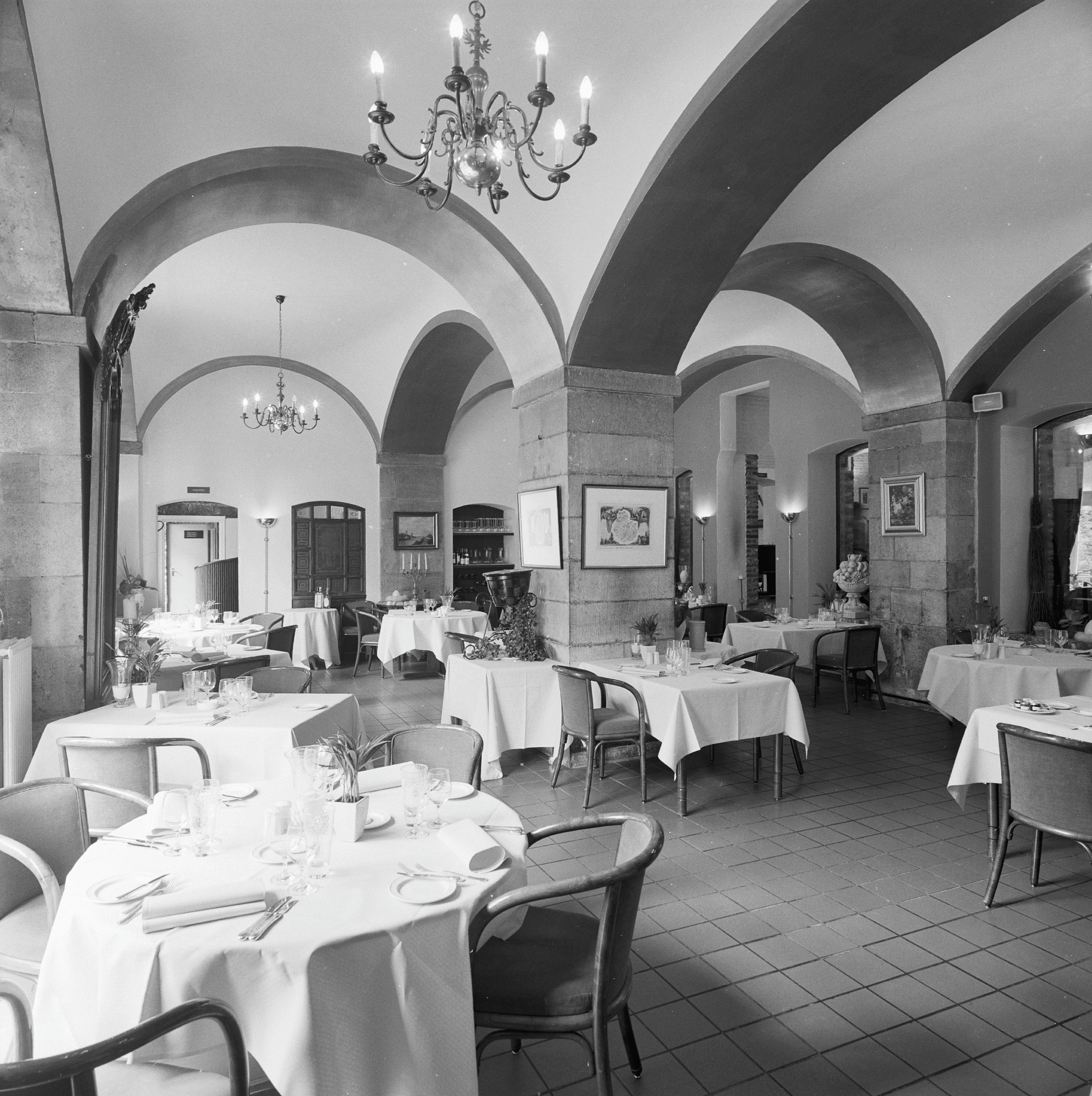
Interieur vm. stalling, thans restaurant
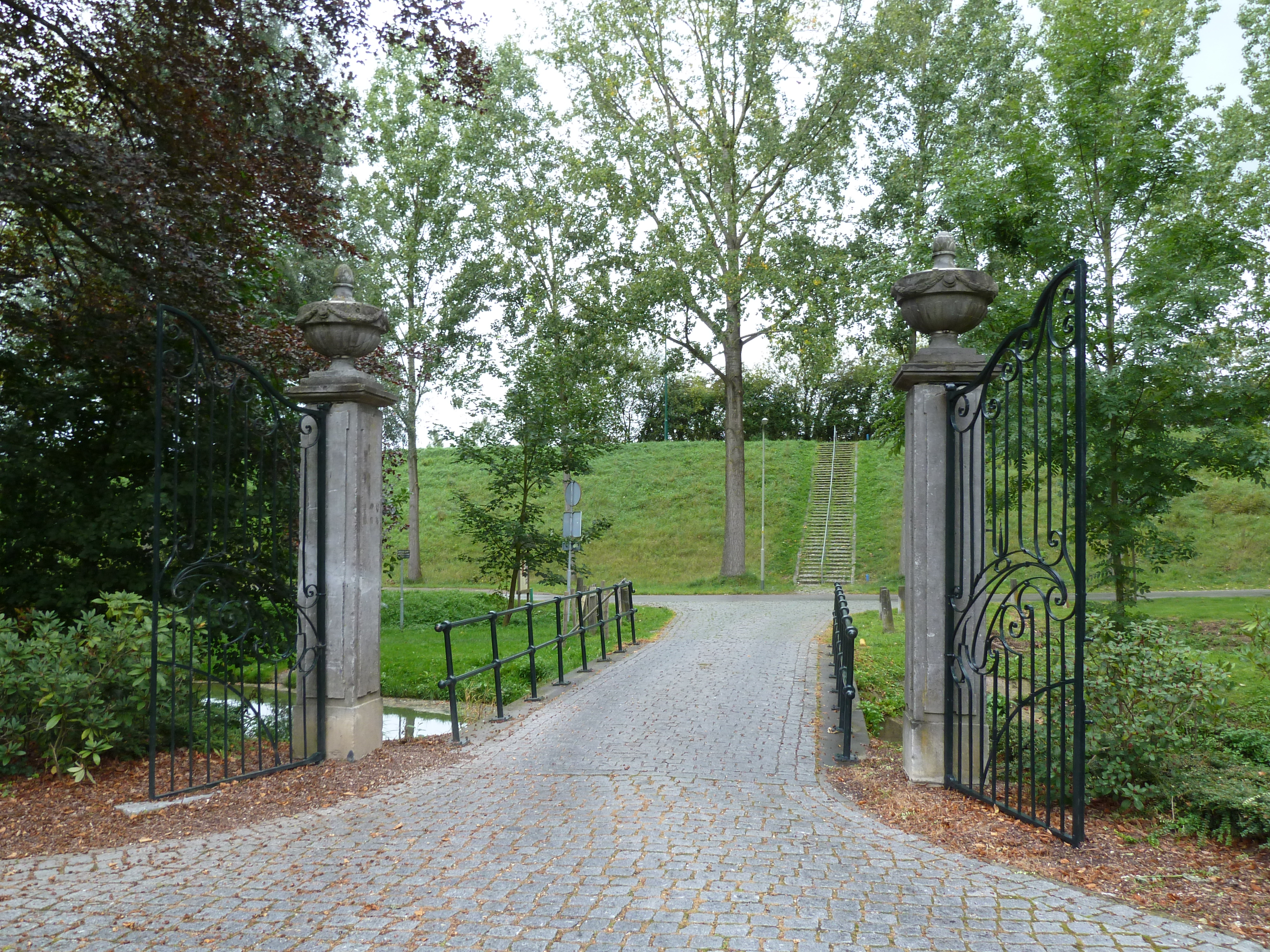
Monumentaal hek
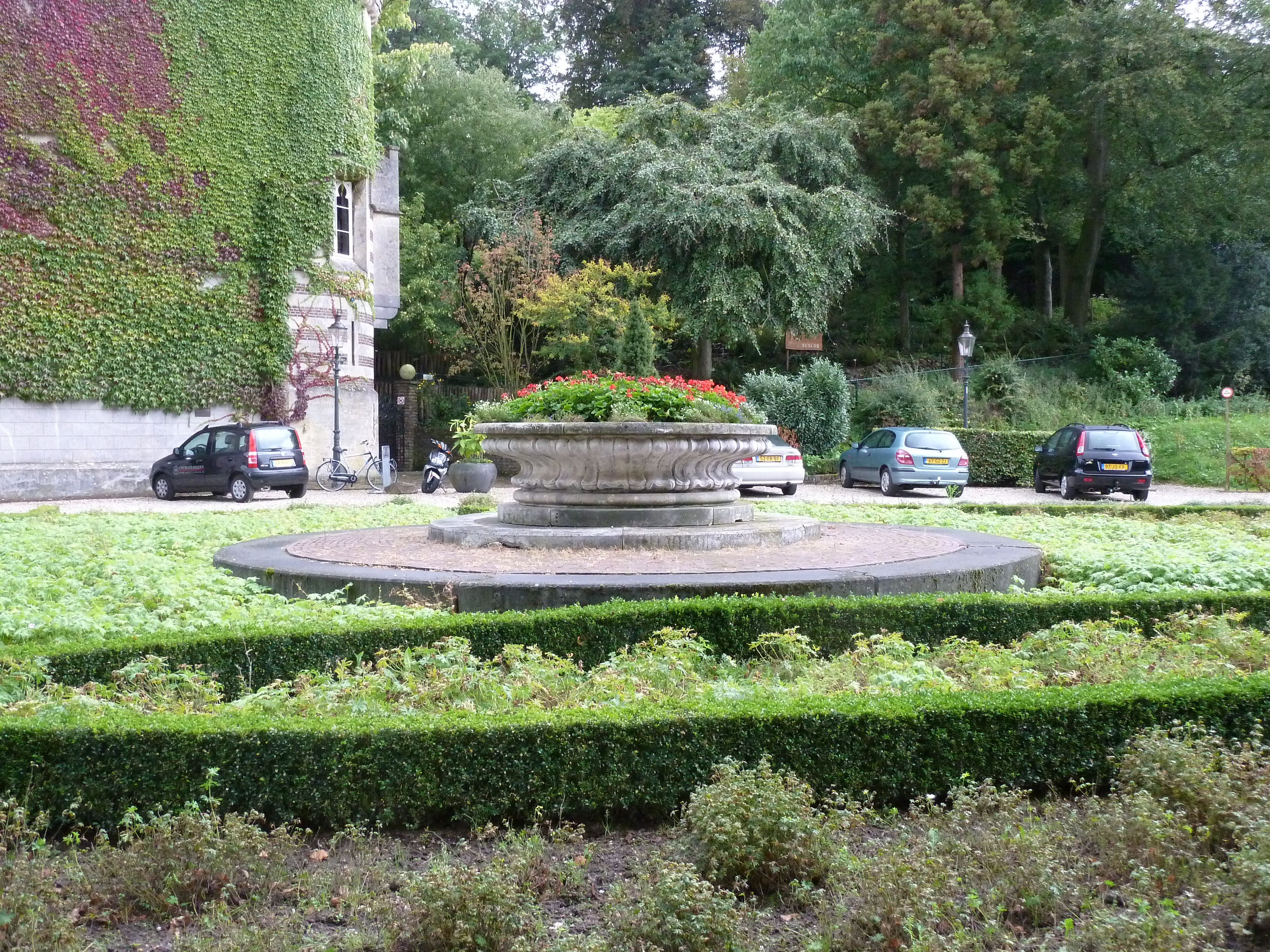
Tuinaanleg met siervaas
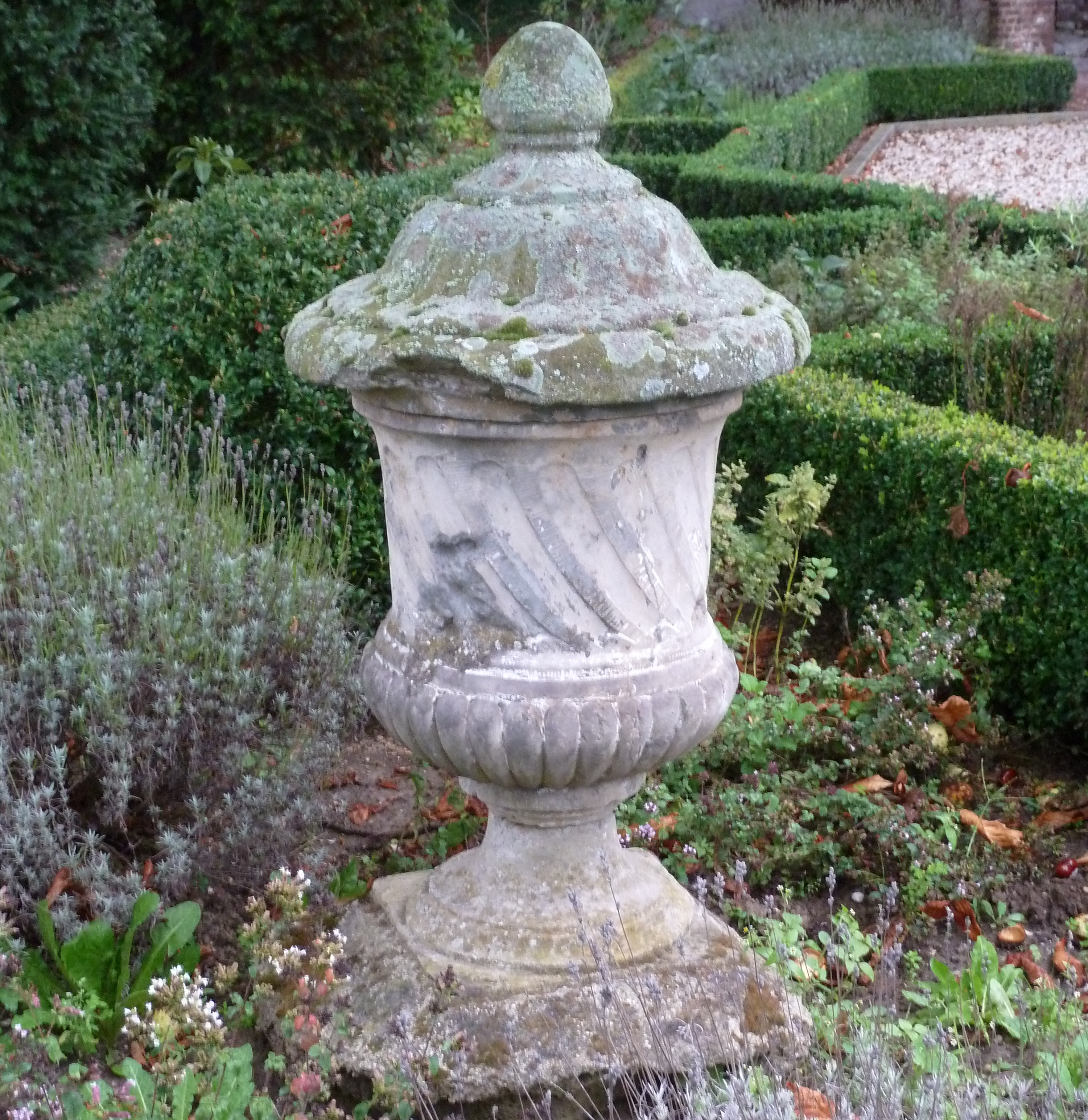
Tuinvaas
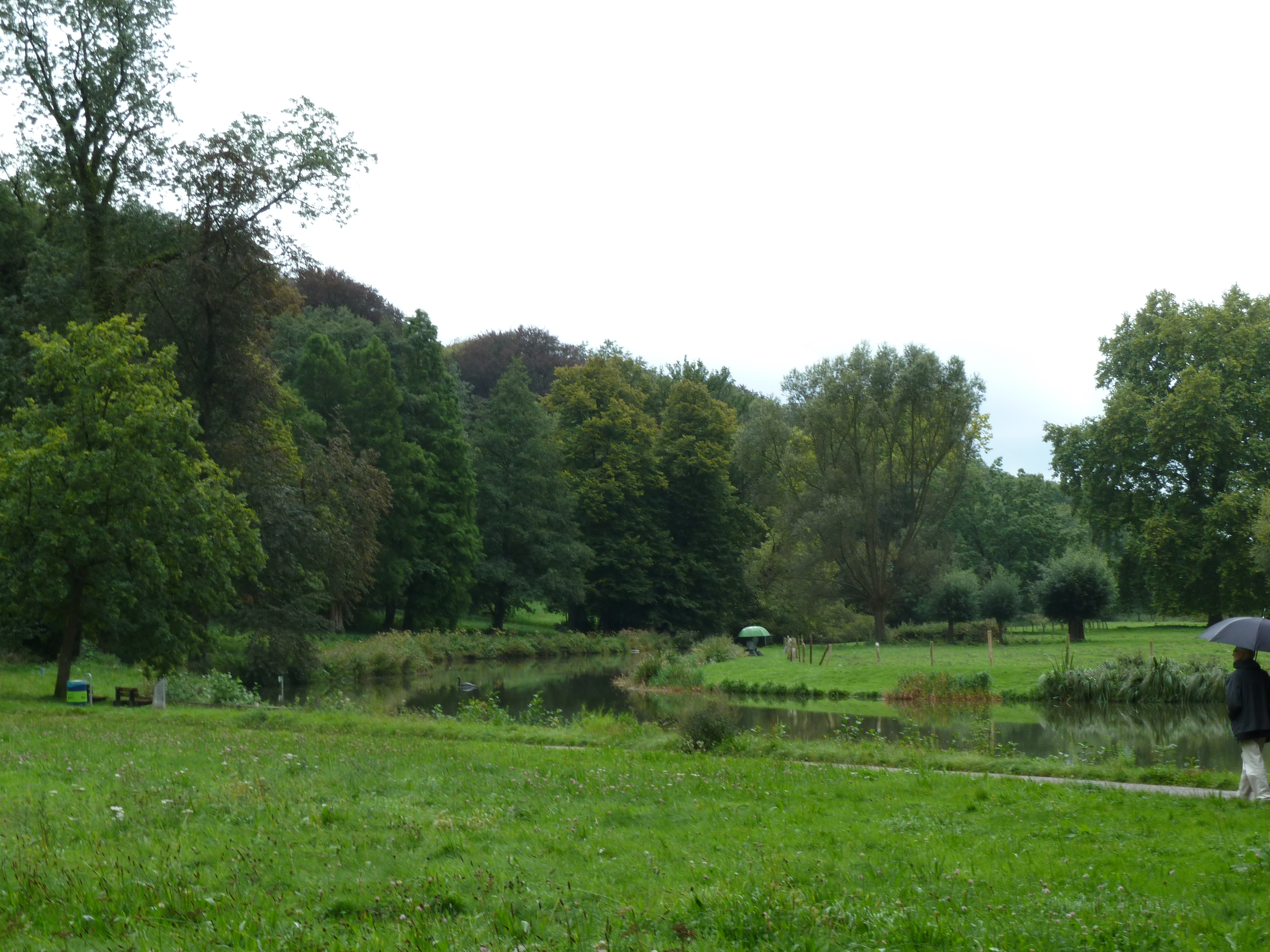
Parkaanleg